# Freeport, Ohio
Freeport är en by (village) i Harrison County i Ohio. Vid 2010 års folkräkning hade Freeport 369 invånare.